# Дзюбак Олександр Васильович
Олександр Васильович Дзюбак (1994—2024) — молодший сержант національної гвардії України, учасник російсько-української війни.

## Життєпис
Народився 25 жовтня 1994 року в селі Андріївка Житомирської області.
Після закінчення 11-ти класів школи пройшов строкову військову службу у лавах національної гвардії. З 26 квітня 2013 почав проходити військову службу за контрактом. Захоплювався спортом, за що неодноразово отримував грамоти.
У 2019 році закінчив військову службу, був переведений в запас. Почав навчатися в національній академії внутрішніх справ за кваліфікацією «Правознавство».
У 2020—2021 роках працював у територіальному управлінні служби судової охорони.
В кінці 2021 року поїхав на заробітки до Нідерландів.
З початком повномасштабного російського вторгнення. Повернувся до України. 3 березня 2022 року вже був у військовій частині.
Спочатку ніс службу на одному з блокпостів. Пізніше, за власним бажанням був переведений до 2-ї роти спецпризначення батальйону «Донбас», що в складі 18-ї Слов'янської бригади НГУ.
Загинув 5 травня 2024 року в районі міста Часів Яр Донецької області.

## Нагороди
- Орден «За мужність» II ступеня[1].
- Орден «За мужність» III ступеня[2].